# Nové Sedlo (powiat Louny)
Nové Sedlo – miejscowość i gmina (obec) w Czechach, w kraju usteckim, w powiecie Louny. W 2022 roku liczyła 591 mieszkańców.